# Thracophilus chiosensis
Thracophilus chiosensis är en mångfotingart som beskrevs av Stavropoulos och Matic 1990. Thracophilus chiosensis ingår i släktet Thracophilus och familjen trädgårdsjordkrypare.
Artens utbredningsområde är Grekland. Inga underarter finns listade i Catalogue of Life.